# 海は甦える
『海は甦える』（うみはよみがえる）は、江藤淳の歴史小説（ドキュメンタリー・ノベル）で全5部作。月刊『文藝春秋』1961年2月号より連載開始し、中断を挟み十数年かけ完結した。
文藝春秋で1976年に第1・2部が、1982 - 83年に第3・4・5部が刊行、1986年に文春文庫でも刊行されたが、2013年時点では双方とも版元品切。
1977年8月29日にTBSで3時間ドラマとして放映された。

## テレビドラマ
1977年8月29日の21時02分 - 23時55分に、TBS系列にて放送。制作はテレビマンユニオン。日立製作所提供の「日立スペシャル」として放送された。制作費は1億円。視聴率は29.2%であった。日本初の3時間ドラマとされている。当時、テレビの視聴者は業界から、飽きっぽくチャンネルをザッピングするものと思われており、本ドラマの成功で長時間番組が日常的に編成されるようになった。
1977年度テレビ大賞優秀番組賞、1978年度エランドール賞特別賞を受賞。現在は横浜市にある放送ライブラリーで無料で閲覧できる。

### キャスト
- 山本権兵衛：仲代達矢（少年時代：山口一喜、水野哲）
- 山本トキ：吉永小百合（少女時代：大平佳奈子）
- 山本イネ：大竹しのぶ
- 広瀬武夫：加藤剛
- アリアズナ・コバレフスカヤ：タマーラ・ニグレベツカヤ
- 伊藤博文：西村晃
- 山県有朋：宮口精二
- 桂太郎：内藤武敏
- 小村寿太郎：戸浦六宏
- 金子堅太郎：永井智雄
- 日高壮之丞：室田日出男（少年時代：吉崎宗彦）
- 上村彦之丞：安部徹
- 秋山真之：米倉斉加年
- 有馬良橘：中谷一郎
- 伊東祐亨：嵯峨善兵
- 斎藤実：草薙幸二郎
- 児玉源太郎：成瀬昌彦
- 加藤寛治：新克利
- 八代六郎：小笠原良知
- 江頭安太郎：勝部演之
- 田中義一：山本麟一
- 島村速雄：睦五郎
- 上泉徳弥：平泉征
- 富岡定恭：山本廉
- 加藤友三郎：横森久
- 伊地知彦次郎：原田清人
- 飯田久恒：松野健一
- 安保清種：早川純一
- 清河純一：船水俊宏
- 梨羽時起：須藤健
- 枝原百合一：阿藤海
- 布目満造：原田力
- 杉野孫七：樋浦勉
- 明治天皇：河原崎権十郎 (3代目)
- 津沢関蔵：小松政夫
- 山本盛実：大鹿伸一
- 栗田大尉：小池雄介
- 今村中尉：村嶋修
- 長谷川少尉：神有介
- ロジェストベンスキー中尉：ウラジーミル・ダビチェンコ
- コバレフスキー少尉：ウラジーミル・ツウェートフ
- コバレフスキー夫人：アンチ・デリバス
- 箸屋の女：檜よしえ
- 竜田の副長：蔵一彦
- 朝日の機関兵曹：粟津號
- 三笠の副官：小林尚臣
- 大臣副官：松島真一
- 西郷邸女中：水谷亜紀
- 高校生：高野浩幸
- 老人：北見治一
- 海軍兵学寮生徒：佐藤和男、小川真司
- 暴徒：庄司肇、広田正光、森田川利一
- 民衆：木下陽一、新海丈夫、清水登、岡本牧子
- 伝令：兼松隆、高井清、謙昭則、江幡連、清水宏
- 西郷従道：若山富三郎（特別出演）
- 東郷平八郎：芦田伸介（特別出演）
- ナレーター：小松方正
- 協力：劇団俳優座（松下征二）、日ソテレビセンター（日下敬助）

### スタッフ
- 脚本：長尾広生
- 演出：今野勉
- プロデューサー：萩元晴彦、近藤久也
- 音楽：コスモスファクトリー
- 協力：ソビエト連邦 テレビ・ラジオ国家委員会
- 制作：TBS、テレビマンユニオン

### 主題歌・挿入歌
- 主題歌「黄昏の海」（歌：グラシェラ・スサーナ）
  - 作詞：小椋佳／作曲・編曲：大野雄二

- 挿入歌「地図にない海」（歌：グラシェラ・スサーナ）
  - 作詞：崎南海子／作曲：グラシェラ・スサーナ／編曲：木森敏之